# Rhodesiella hirtimana
Rhodesiella hirtimana är en tvåvingeart som först beskrevs av Malloch 1931.  Rhodesiella hirtimana ingår i släktet Rhodesiella och familjen fritflugor. Inga underarter finns listade i Catalogue of Life.